# 217P/LINEAR
217P/LINEAR ist ein periodischer Komet der Jupiter-Familie, dessen Bahn zwischen der Erde und dem Saturn verläuft. Die Umlaufzeit des Kometen beträgt 7,9 Jahre.

## Entdeckungsgeschichte
M. Blythe entdeckte diesen Kometen am 11. Juli 2001 mit einem 1-Meter-Spiegel des Lincoln Near Earth Asteroid Research (LINEAR) Programms. Aus 38 Positionsangaben errechnete Brian G. Marsden rund einen Monat später die Bahn des Kometen.

## Wiederkehr des Kometen 2009
Am 17. März 2009 konnte der Komet von Ernesto Guido, Giovanni Sostero und Paul Camilleri erfolgreich wiederentdeckt werden. Im August 2009 wurde der Komet deutlich heller als erwartet und zeigte neben einer gut strukturierten Koma auch zwei voneinander getrennte Schweife. Er wurde hell genug, um ihn selbst mit einem kleinen Fernrohr beobachten zu können.